# Grand Prix FINA de plongeon 2018
Navigation
Édition 2017 Édition 2019
L'édition 2018 du Grand Prix FINA de plongeon, se dispute durant les mois de février à novembre et comporte sept étapes.

## Les étapes
| Date              | Lieu         |
| ----------------- | ------------ |
| 23 au 25 février  | Rostock      |
| 10 au 13 mai      | Calgary      |
| 6 au 8 juillet    | Bolzano      |
| 13 au 15 juillet  | Madrid       |
| 9 au 11 novembre  | Kuala Lumpur |
| 15 au 18 novembre | Gold Coast   |
| 23 au 25 novembre | Singapour    |

## Vainqueurs par épreuve
| Étapes       | Hommes                       | Hommes       | Hommes                                                             | Hommes                            |               | Femmes            | Femmes                               | Femmes                            | Femmes                                     |                                               | Mixte | Mixte |
| Étapes       | Tremplin 3m                  | Haut vol 10m | Synchro 3m                                                         | Synchro 10m                       | Tremplin 3m   | Haut vol 10m      | Synchro 3m                           | Synchro 10m                       | Synchro 3m                                 | Synchro 10m                                   |       |       |
| Rostock      | Patrick Hausding             | Qiu Bo       | Chine Wang Zongyuan Hu Zijie                                       | Chine Tai Xiaohu Cao Lizhi        | Huang Xiaohui | Si Yajie          | Allemagne Lena Hentschel Tina Punzel | Chine Yijin Xu Si Yajie           | Chine Chen Yiwen Tai Xiaohu                | Chine Si Yajie Cao Lizhi                      |       |       |
| Calgary      | Peng Jianfeng                | Duan Yu      | Canada François Imbeau-Dulac Philippe Gagne                        | Chine Duan Yu Yao Zelin           | Chen Yiwen    | Lu Wei            | Chine Wu Chunting Chen Yiwen         | Chine Lu Wei Zhu Yanxin           | Allemagne Frithjof Seidel Jana Lisa Rother | Canada Nathan Zsombor-Murray Meaghan Benfeito |       |       |
| Bolzano      | Liu Chengming                | Tai Xiaohu   | Chine Liu Chengming Peng Jianfeng                                  | Chine Tai Xiaohu Huang Bowen      | Chen Yiwen    | Zhang Xiatong     | Chine Wu Chunting Chen Yiwen         | Chine Zhang Xiatong Jiao Jingjing | États-Unis Alison Gibson Greg Duncan       | Italie Noemi Batki Maicol Verzotto            |       |       |
| Madrid       | Juan Manuel Celaya Hernandez | Tai Xiaohu   | Mexique Yahel Ernesto Castillo Huerta Juan Manuel Celaya Hernandez | Chine Zhang Xiatong Jiao Jingjing | Chen Yiwen    | Samantha Bromberg | Chine Wu Chunting Chen Yiwen         | Chine Zhang Xiatong Jiao Jingjing | —                                          | —                                             |       |       |
| Kuala Lumpur |                              |              |                                                                    |                                   |               |                   |                                      |                                   |                                            |                                               |       |       |
| Gold Coast   |                              |              |                                                                    |                                   |               |                   |                                      |                                   |                                            |                                               |       |       |
| Singapour    |                              |              |                                                                    |                                   |               |                   |                                      |                                   |                                            |                                               |       |       |